# ديفيد برايسون
ديفيد برايسون (بالإنجليزية: David Bryson)‏ هو عازف قيثارة أمريكي، ولد في 5 نوفمبر 1961.

## وصلات خارجية
- ديفيد برايسون على موقع IMDb (الإنجليزية)
- ديفيد برايسون على موقع ميوزك برينز (الإنجليزية)
- ديفيد برايسون على موقع أول ميوزيك (الإنجليزية)
- ديفيد برايسون على موقع ديسكوغز (الإنجليزية)